# 紅谷愃一
紅谷 愃一（べにたに けんいち、1931年6月7日 - ）は、日本の録音技師である。日本映画・テレビ録音協会代表理事。

## 来歴
1931年（昭和6年）6月7日、京都府京都市中京区で、代々「近江屋藤兵衛」の屋号で染物屋を営む家の5人きょうだいの末っ子として出生。1944年、旧制中学の京都市立第一工業学校電気科に入学。1948年の学制改革で京都市立洛陽高等学校（現・京都市立洛陽工業高等学校）となる。同級生には大島渚がいた。1949年3月に卒業し、電気工事のアルバイトをして就職浪人しているときに級友の紹介で大映京都撮影所に臨時雇用され、同撮影所の録音課に配属された。1951年、吉村公三郎監督の『源氏物語』の撮影終了後に正社員となる。
1954年5月、大映の先輩で日活に移籍することになった橋本文雄に志願して、自らも日活撮影所へ移籍した。録音技師の神谷正和に録音チーフ助手としてつき師事した。1965年、牛原陽一監督の『三匹の野良犬』で録音技師に昇進する。専属契約制度だった日活がメインスタッフを除くスタッフの社員化の方針を打ち出し、専属契約から日活社員となる。録音技師として3本を担当すると、メインスタッフ扱いとなり再び専属契約となる。
1980年、『復活の日』の撮影を最後に日活との専属契約をやめて、以後、フリーランスとして活動。
日本の録音技師の職能団体｢日本映画・テレビ録音協会｣の代表理事を務める。
2009年10月から『東京新聞』『中日新聞』に回顧録を58回連載。加筆して2011年に初の著書『日本映画のサウンドデザイン』を出版した。
2010年には旭日小綬章を受勲した。

## おもなフィルモグラフィ

### 劇場映画
- 『三匹の野良犬』 : 監督牛原陽一、1965年
- 『人類学入門』 : 監督今村昌平、1966年
- 『神々の深き欲望』 : 監督今村昌平、1968年
- 『黒部の太陽』 : 監督熊井啓、1968年
- 『栄光への5000キロ』 : 監督蔵原惟繕、1969年
- 『陽は沈み陽は昇る』 : 監督蔵原惟繕、1973年
- 『赤ちょうちん』 : 監督藤田敏八、1974年
- 『炎の肖像』 : 監督藤田敏八・加藤彰、1974年
- 『東京エマニエル夫人』 : 監督加藤彰、1975年
- 『人間の証明』 : 監督佐藤純彌、1977年
- 『女教師』 : 監督田中登、1977年
- 『横須賀男狩り 少女・悦楽』 : 監督藤田敏八、1977年
- 『野性の証明』 : 監督佐藤純彌、1978年
- 『太陽を盗んだ男』 : 監督長谷川和彦、1979年
- 『復活の日』 : 監督深作欣二、1980年
- 『日本の熱い日々 謀殺・下山事件』 : 監督熊井啓、1981年
- 『セーラー服と機関銃』 : 監督相米慎二、1981年
- 『海峡』 : 監督森谷司郎、1982年
- 『ションベン・ライダー』 : 監督相米慎二、1983年
- 『南極物語』 : 監督蔵原惟繕、1983年
- 『楢山節考』 : 監督今村昌平、1983年
- 『魔の刻』 : 監督降旗康男、1985年
- 『ハチ公物語』 : 監督神山征二郎、1987年
- 『黒い雨』 : 監督今村昌平、1989年
- 『夢』 : 監督黒澤明、1990年
- 『八月の狂詩曲』 : 監督黒澤明、1991年
- 『RAMPO』 : 監督奥山和由、1994年
- 『うなぎ』 : 監督今村昌平、1997年
- 『カンゾー先生』 : 監督今村昌平、1998年
- 『鉄道員』 : 監督降旗康男、1999年
- 『雨あがる』 : 監督小泉堯史、2000年
- 『赤い橋の下のぬるい水』 : 監督今村昌平、2001年
- 『阿弥陀堂だより』 : 監督小泉堯史、2002年
- 『赤い月』 : 監督降旗康男、2003年
- 『博士の愛した数式』 : 監督小泉堯史、2006年
- 『蒼き狼 〜地果て海尽きるまで〜』 : 監督澤井信一郎、2006年
- 『明日への遺言』 : 監督小泉堯史、2007年
- 『育子からの手紙』 : 監督村橋明郎、2010年

### テレビドラマ
- 『電撃!ストラダ5』 : NET・日活・萬年社、1974年
- 『伝七捕物帳』 : 日本テレビ・ユニオン映画、1975年
- 『新五捕物帳』 : 日本テレビ・ユニオン映画、1978年
- 『大都会 PARTIII』 : 日本テレビ・石原プロ、1978年～1979年

## 受賞
- 1968年『黒部の太陽』第23回毎日映画コンクール録音賞
- 1980年『復活の日』日本アカデミー賞最優秀録音賞、毎日映画コンクール録音賞、第34回日本映画テレビ技術協会技術賞
- 1981年『海峡』日本アカデミー賞最優秀録音賞、、第36回日本映画テレビ技術協会技術賞
- 1982年『楢山節考』日本アカデミー賞最優秀録音賞
- 1983年『南極物語』毎日映画コンクール録音賞
- 1984年『海燕ジョーの奇跡』アジア太平洋映画祭最優秀録音賞
- 1989年『夢』アメリカ・ゴールデン・リール賞
- 1990年『八月の狂詩曲』日本アカデミー賞最優秀録音賞
- 1996年『うなぎ』第51回日本映画テレビ技術協会技術賞、1995年度第5回日本映画批評家大賞特別賞
- 1999年『鉄道員』日本アカデミー賞最優秀録音賞

## 参考書籍
- 紅谷愃一『日本映画のサウンドデザイン 感動場面を演出する音声収録と音響処理のテクニック』誠文堂新光社、2011年

他の著作
- 『音が語る、日本映画の黄金時代　映画録音技師の撮影現場60年』河出書房新社、2022年

## 註
1. 1 2  雨あがる、asmik-ace.com, 2009年11月3日閲覧。
2. ↑  紅谷、p.24
3. ↑  紅谷、p.25
4. ↑  紅谷、p.26、31
5. ↑  紅谷、p.31
6. ↑  紅谷、pp.34-35
7. ↑  紅谷、pp.48-49
8. ↑  紅谷、p.58
9. ↑  紅谷、pp.58-59
10. ↑  紅谷、p.102
11. ↑  紅谷、p.203
12. ↑  【秋の叙勲】旭日小綬章 芸術文化功労 映画録音技師、紅谷愃一さん(79)  47NEWS(産経新聞) 2010年11月3日